# Apristurus longicephalus
Apristurus longicephalus – gatunek ryby chrzęstnoszkieletowej z rodziny Pentanchidae, występujący w Oceanie Indyjskim oraz u zachodnich wybrzeży Oceanu Spokojnego w głębszych wodach. Zamieszkuje strefy przydenne na głębokości 680–900 metrów. Dorosłe osobniki osiągają około 60 cm. Szaro-czarny, bez widocznych szczegółów w ubarwieniu. Podobnie jak inne Pentanchidae, jest jajorodny.